# 泰库
泰库（法語：Técou，法語發音：[teku]）是法国奧克西塔尼大區塔恩省的一个市镇，属于阿尔比区。

## 地理
泰库（43°50'35"N, 1°57'0"E）面积19.4 平方千米，位于法国奧克西塔尼大區塔恩省，该省份为法国南部内陆省份，北起顺时针与阿韦龙省、埃罗省、奥德省、上加龙省和塔恩-加龙省接壤。
与泰库接壤的市镇（或旧市镇、城区）包括：布朗斯、卡达朗、蒙唐斯、佩罗勒。

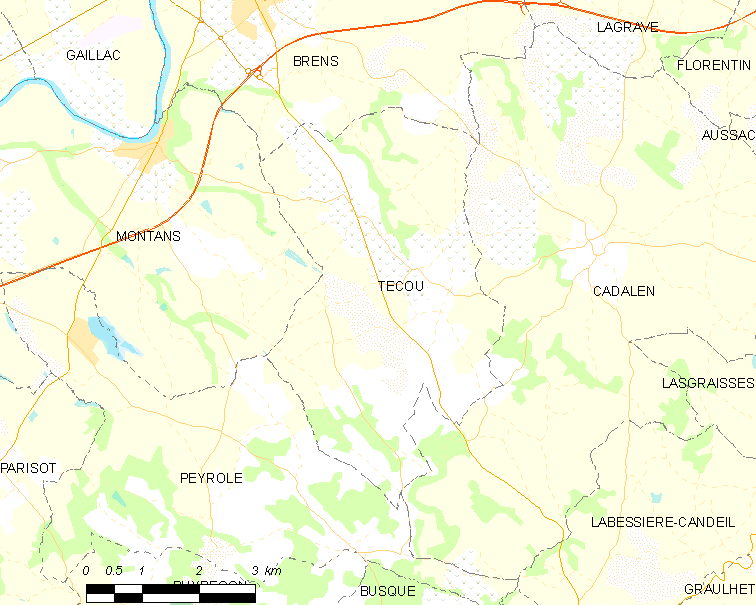
泰库的OSM定位图

泰库的时区为UTC+01:00、UTC+02:00（夏令时）。

## 行政
泰库的邮政编码为81600，INSEE市镇编码为81294。

## 政治
泰库所属的省级选区为两岸县。

## 人口

1962-2008年间泰库人口变化图示

泰库于2022年1月1日时的人口数量为1099人。